# 小斯
小斯（日语： ZU-CHAN */?，或譯作斯君）為日本職棒千葉羅德海洋的吉祥物。主題是一隻海鷗。

## 特徵
- 3歲，馬君的弟弟。
- 有和馬君相似的羅德黑色棒球帽，但與馬君不同，小斯會將帽子反戴。通常穿著灰色連帽上衣（無背號，背後也無印字樣）、藍色褲子及白色鞋子。左臉頰有貼成十字型的OK繃。
- 「團隊減6趴（日语：チーム・マイナス6%）」（為因應全球暖化，響應日本政府的政策規劃）成員（746號）。